# Durio macrophyllus
Durio macrophyllus (King) Ridl. è un albero della famiglia delle Malvacee.

## Descrizione
L'albero può raggiungere l'altezza di 30 metri. I frutti non sono commestibili.